# Moe no suzaku
Moe no suzaku è un film del 1997 scritto e diretto da Naomi Kawase, vincitore della Caméra d'or per la miglior opera prima al 50º Festival di Cannes.

## Riconoscimenti
- Festival di Cannes 1997
  - Caméra d'or